# 113
113（百十三、ひゃくじゅうさん）は自然数、また整数において、112の次で114の前の数である。

## 性質
- 113は30番目の素数である。1つ前は109、次は127。
  - 約数の和は114。
- 113 = 113 + 0 × ω (ωは1の虚立方根)
  - a + 0 × ω (a > 0) で表される16番目のアイゼンシュタイン素数である。1つ前は107、次は131。
- 9番目のオイラー素数である。1つ前は97、次は131。
- 11番目のソフィー・ジェルマン素数である。1つ前は89、次は131。
- 素数と次の素数127の間隔(14)が以前の数よりも大きくなる6番目の素数である。1つ前は89-97(間隔は8)、次は523-541(間隔は18)(A002386-A000101)
- 355/113 は円周率のよい近似値として知られる。 355/113 = 3.141592920353… 、π = 3.141592653589… で、誤差は約0.00000849％ であり、分母が4桁以下の既約分数まで含めた中でも、もっとも円周率に近い値である。これは祖沖之（そちゅうし）が発見したといわれる。
  - 2005年にスティーブン・ルーカスが

{\displaystyle \int _{0}^{1}{\frac {x^{8}(1-x)^{8}(25+816x^{2})}{3164(1+x^{2})}}dx={\frac {355}{113}}-\pi }
という式を発見した。左辺は小さな正の実数であるので、{\displaystyle \pi <{\frac {355}{113}}} が証明できる。
- 10進数表記において桁を逆に並べても素数となる10番目のエマープである。(113 ←→ 311) 1つ前は107、次は149。
  - 1,1,3 からできるどの3桁の整数もすべて素数となる最も小さな数を表す10番目の数である。ただし3桁では最小、1つ前は79、次は199。(オンライン整数列大辞典の数列 A258706)
  - 1,1,3 からできるどの3桁の整数もすべて素数となる14番目の数である。ただし3桁では最小、1つ前は97、次は131。(オンライン整数列大辞典の数列 A003459)
- 1 と 3 を使った3番目の素数である。1つ前は31、次は131。(オンライン整数列大辞典の数列 A020451)
  - a = 1 、b = 3 のときの a…ab の形で表せる26番目の素数である。1つ前は97、次は223。ただし3桁では最小である。(オンライン整数列大辞典の数列 A062353)
  - 1…13 の形の2番目の素数である。1つ前は13、次は11113。(オンライン整数列大辞典の数列 A093011)
- 末尾の2桁が13の2番目の素数である。1つ前は13、次は313。(オンライン整数列大辞典の数列 A244763)
- 1/113 = 0.00884955752212389380530973451327433628318584070796460176991150442477876106194690
26548672566371681415929203539823... (下線部は循環節で長さは112)
  - 循環節が n −1 (全ての余りを巡回する)である巡回数を作る11番目の素数である。1つ前は109、次は131。
  - 逆数が循環小数になる数で循環節が112になる最小の数である。次は226。
  - 循環節が n になる最小の数である。1つ前の111は1369、次の113は227。(オンライン整数列大辞典の数列 A003060)
- 113 = 11 + 11 × 22 + 11 × 22 × 33
  - nn の積の総和と見たとき1つ前は5、次は27761。
- 各位の和が5になる8番目の数である。1つ前は104、次は122。
  - 各位の和が5になる数で4番目の素数である。1つ前は41、次は131。(オンライン整数列大辞典の数列 A062341)
- 各位の平方和が11になる最小の数である。次は131。(オンライン整数列大辞典の数列 A003132)
  - 各位の平方和が n になる最小の数である。1つ前の10は13、次の12は222。(オンライン整数列大辞典の数列 A055016)
- 各位の立方和が29になる最小の数である。次は131。(オンライン整数列大辞典の数列 A055012)
  - 各位の立方和が n になる最小の数である。1つ前の28は13、次の30は1113。(オンライン整数列大辞典の数列 A165370)
- 各位の積が3になる4番目の数である。1つ前は31、次は131。(オンライン整数列大辞典の数列 A034050)
  - 各位の積が3になる数で素数になる4番目の数である。1つ前は31、次は131。(オンライン整数列大辞典の数列 A107689)
- 113 = 7 × 24 + 1 より14番目のプロス数である。1つ前は97、次は129。
  - 7番目のプロス素数である。1つ前は97、次は193。
- 113 = 72 + 82
  - 異なる2つの平方数の和で表せる34番目の数である。1つ前は109、次は116。(オンライン整数列大辞典の数列 A004431)
  - n = 7 のときの n2 + (n + 1)2 の値とみたとき1つ前は85、次は145。(オンライン整数列大辞典の数列 A001844)
    - n2 + (n + 1)2 で表せる5番目の素数である。1つ前は61、次は181。(オンライン整数列大辞典の数列 A027862)

  - 8番目の中心つき四角数である。
  - n = 2 のときの 7n + 8n の値とみたとき1つ前は15、次は855。(オンライン整数列大辞典の数列 A074622)
- 113 = 22 + 32 + 102 = 42 + 42 + 92
  - 3つの平方数の和2通りで表せる21番目の数である。1つ前は108、次は117。(オンライン整数列大辞典の数列 A025322)
  - 113 = 22 + 32 + 102
    - 異なる3つの平方数の和1通りで表せる33番目の数である。1つ前は109、次は114。(オンライン整数列大辞典の数列 A025339)
- 13の約数 1,13 を昇順に並べた数である。n の約数を昇順に並べた数とみたとき1つ前の12は1234612、次の14は12714。(オンライン整数列大辞典の数列 A037278)

## その他 113 に関連すること
- 113番目のもの
  - 西暦113年
  - 原子番号113の元素はニホニウム (Nh) 。アジアで初めて発見・認定された元素で、日本の理化学研究所のチームが生成に成功した。
  - 第113代天皇は、東山天皇。
  - 第113代ローマ教皇はステファヌス6世（在位：896年〜897年8月）である。
  - クルアーンにおける第113番目のスーラは黎明である。
  - 年始から数えて113日目は4月23日、閏年は4月22日。
  - 第百十三国立銀行は明治期に函館で設立された国立銀行。本店を北海道に置いた初めての銀行であった。その後、私立銀行の百十三銀行となったが1927年（昭和2年）の金融恐慌により北海道銀行（後の北海道拓殖銀行）に合併された。
  - 歩兵第113連隊は、大日本帝国陸軍における連隊の一つ。
  - STS-113は、2002年にスペースシャトル・エンデバーおよび国際宇宙ステーションで行われたミッション。
  - 2003年のスペースシャトル・コロンビア号空中分解事故は、スペースシャトルとしては113回目のフライトであった（「スペースシャトルのミッション一覧」を参照）。
- イタリアやベトナムなどでは113が緊急通報用番号。
- 日本の電話番号で113は、電話サービスの故障等に関する相談受付。
- 警察庁広域重要指定事件113号は、勝田清孝事件における一部の事件を指す。
- 標準バーコード（13桁EANコード）は合計113モジュールで構成される。
- 国鉄113系電車は日本国有鉄道が開発した直流近郊形電車。
- さざなみ（DD-113）は、海上自衛隊の護衛艦。
- M113装甲兵員輸送車は、アメリカ合衆国などで使用される装甲兵員輸送車。
- 第113機械化師団は、中国人民解放軍陸軍における師団の1つ。第38集団軍所属。
- 第113サン＝ディジエ＝ロバンソン空軍基地は、フランス空軍の飛行場。
- 国際東船場113ビルは、徳島県徳島市東船場町1丁目13番地にある商業ビル。旧館「旧高原ビル」は国の登録有形文化財に登録されている。
- A113は、アメリカのアニメーション作品などに見られるジョークの一種。